# Alyssum
Alyssum és un gènere de plantes amb flor dins la família brassicàcia. Alyssum és un gènere originari d'Europa, Àsia i nord d'Àfrica i on es troben més espècies és a la regió mediterrània. Concretament als Països Catalans hi ha les espècies següents: Alyssum spinosum, A. macrocarpum, A. pyrenaicum, A. lapeyrousianum, A. linifolium, A. maritimum (caps blancs), A. libycum, A. granatense, A. alyssoides, A. simplex, A. alpestre, A. cuneifolium i A. montanum.
Dins d'aquest gènere hi ha espècies plantes anuals i perennes amb un rang de 10 a 100 cm d'alçada. Les fulles són oblongues i les flors normalment grogues o blanques però en alguns casos són de color vermellós.
Lobularia maritima i el paneret d'or (Aurinia saxatilis) pertanyien abans a aquest gènere. Algunes espècies d'aquest gènere reben en català el nom popular de paneret. Per mor de la imprecisió dels noms vernacles, no representa un nom que pugui substituir la nomenclatura sistemàtica taxonòmica.

## Taxonomia
El gènere Alyssum compta amb gairebé un centenar d'espècies. Cal mencionar:

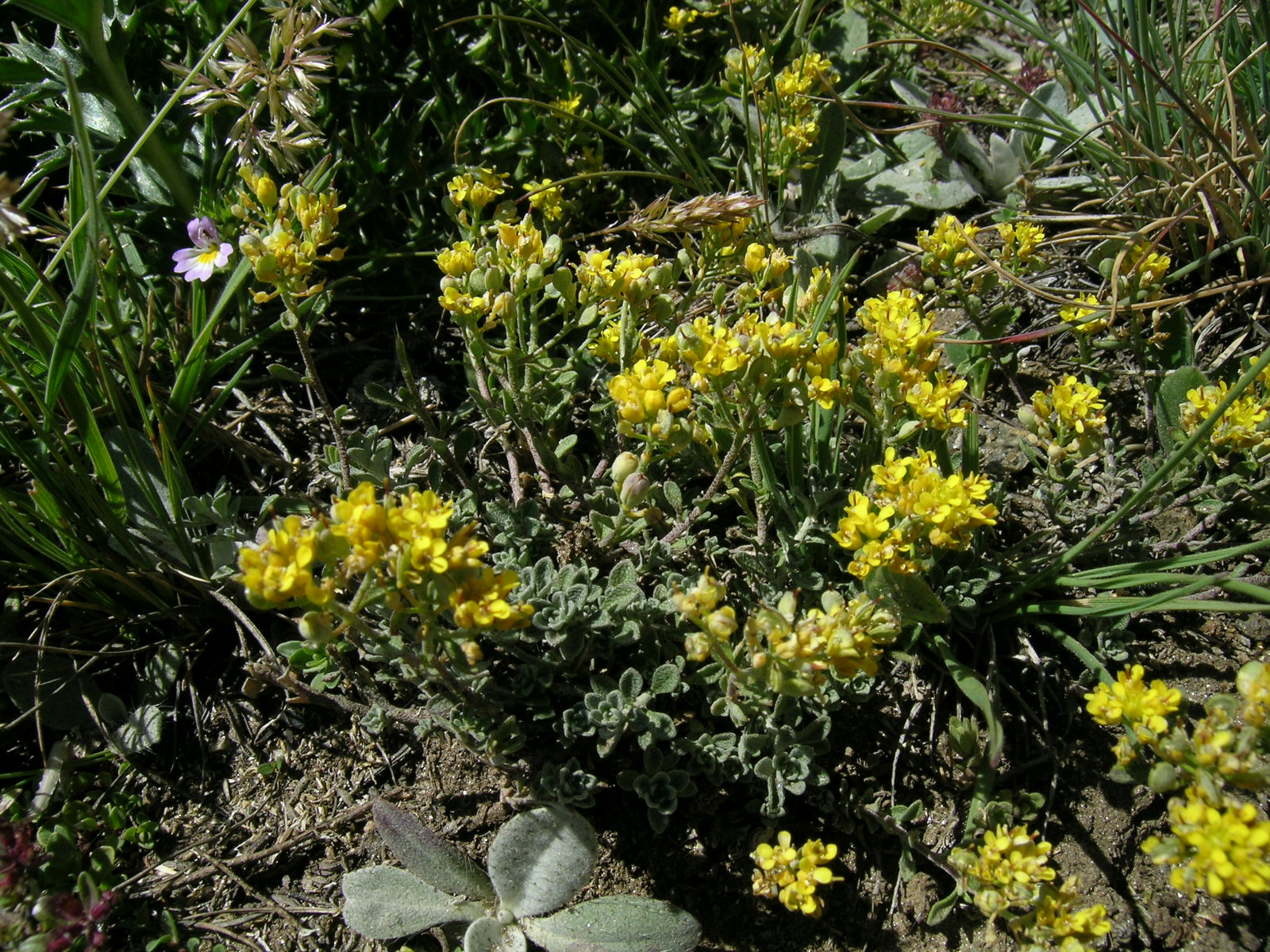
Alyssum alpestre
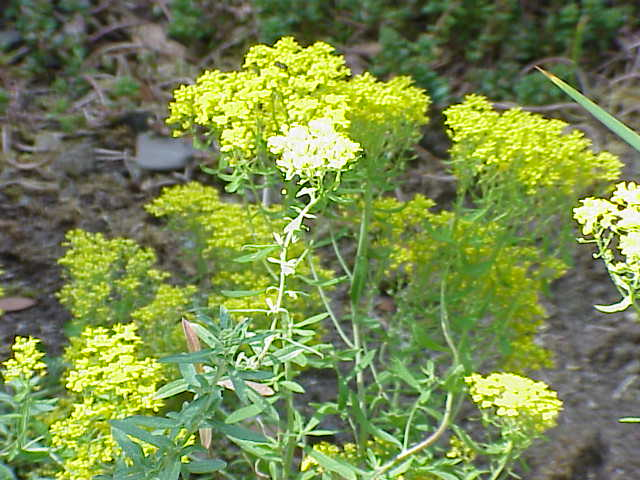
Alyssum murale
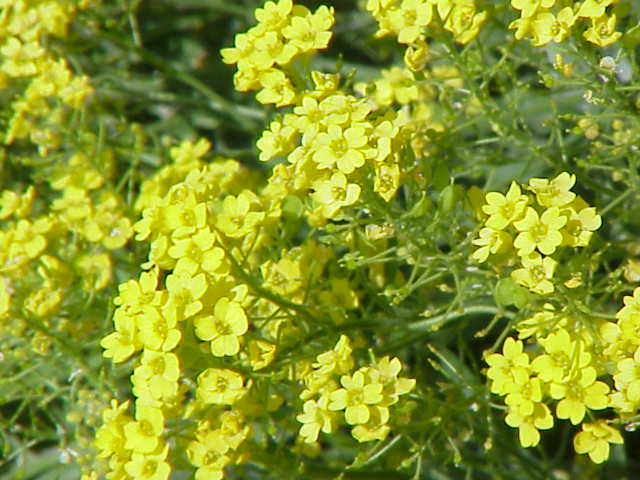
Alyssum saxatile